# Tolkis
Tolkis [tålkis] (finska: Tolkkinen) är en fabriksort och bosättningsområde i den före detta kommunen Borgå landskommun, i den nuvarande staden Borgå i landskapet Nyland, Södra Finlands län.
I Tolkis byggs aluminiumbåtar av Kewatec Aluboat, tidigare Weldtec Marine.
Kuggen är en udde i Tolkis.